# 순안왕대비
순안왕대비(順安王大妃, 생몰년 미상)는 고려의 공주로, 태조와 정목부인의 딸이다. 성은 왕(王)이며, 본관은 개성이다.

## 생애
태조의 제8비인 정목부인 왕씨의 딸이며, 정목부인의 유일한 소생이다. 성은 왕, 본관은 개성이다. 정목부인은 명주(현재의 강원도 강릉시) 출신으로, 삼한공신이자 태사 삼중대광에 증직된 왕경의 딸이다.
그러나 《고려사》〈열전〉 등에는 순안왕대비에 대해 정목부인 소생이라는 것 말고는 생애에 대한 기록이 전무하고, 따라서 그녀가 왕대비에 봉해진 이유나 남편 등에 대한 내용도 자세히 알 수 없다.
시호는 순안왕대비(順安王大妃)이다. 왕후가 된 딸을 두거나 왕이 된 아들을 둔 태조의 왕녀들이 후대 고려 국왕에 의하여 추존 왕후가 되었던데 반하여 순안왕대비는 후(后) 하위의 비(妃)로 추증되었을 뿐 아니라 그 앞에 대(大)가 부가되어서 특징적이다.
고려 초, 대비 칭호의 유일한 용례는 성종비 문화왕후 김씨의 후비전 기록에서 확인 가능하다. 문화왕후는 성종비이면서 동시에 현종비 원정왕후의 모후였던 인물이다. 성종과 현종 재위기 연흥궁주, 현덕궁주로 호칭하던 그녀는 1029년(현종 20) 대비에 책봉되었다. 왕후의 모후이면서 전왕 성종의 후비였기 때문에 생전 태후 하위의 대비로 책봉되었다.
문화왕후의 사례를 참조해보면, 순안왕대비에게만 선의왕후·문혜왕후와 차별화된 칭호가 부여된 연유를 추론해 볼 수 있다. 왕대비는 왕후보다 손위의 왕실 여성을 지칭한다. 즉, 순안왕대비의 손자녀 세대에 국왕 또는 왕후가 존재하여 그녀의 자녀 세대가 추존 국왕·왕후에 비견됨에 따라 자연스럽게 순안왕대비의 시호에 추존 국왕·왕후보다 손위를 의미하는 대(大)가 부가되었던 것으로 추정된다. 태후 하위의 대비로 시호가 결정된 연유는 추증이 이루어질 당시 순안왕대비의 혈통이 국왕보다는 왕후와 직접 연결되었던 데에서 찾을 수 있다. 이에 순안왕대비의 손녀 세대, 태조 왕건의 증손녀 세대에서 선대 정보가 누락된 인물로 목종비였던 선정왕후의 조모가 있다. 즉, 순안왕대비의 배우자로 선정왕후의 조부 수명태자로 추정된다. 수명태자의 후손이 왕실에서 유력한 위치를 점하고 있었던 사실로 미루어 보아 순안왕대비가 수명태자의 부인일 가능성이 높다.

## 가족 관계
- 조부 : 추존 세조(世祖, ?~897)
- 조모 : 추존 위숙왕후(威肅王后)
  - 부친 : 고려 제1대 왕 태조 (太祖, 877~943, 재위:918~943)
- 외조부 : 왕경(王景)[7]
- 외조모 : 미상
  - 모친 : 정목부인(貞穆夫人)
- 시조부 : 추존 세조(世祖, ?~897)
- 시조모 : 추존 위숙왕후(威肅王后)
  - 시부&부 : 고려 제1대 왕 태조 (太祖, 877~943, 재위:918~943)
- 시외조부 : 평준(平俊)
- 시외조모 : 미상
  - 시모&서모 : 헌목대부인 평씨(獻穆大夫人 平氏, 생몰년 미상)
    - 남편 : 수명태자(壽命太子, 생몰년 미상)
      - 장남 : 홍덕원군 왕규(弘德院君 王圭, 생몰년 미상)
      - 자부 : 문덕왕후(文德王后, 생몰년 미상)
        - 손녀 : 선정왕후 유씨(宣正王后 劉氏, 생몰년 미상)
        - 손서 : 고려 제7대 왕 목종(穆宗, 980~1009 재위: 997~1009)